# 11. ročník udílení AACTA International Awards
11. ročník udílení AACTA International Awards proběhl 26. ledna 2022. Ceny se udělovaly v jedenácti kategoriích, nominace byly zveřejněny 17. prosince 2021. Nejvíce nominací získal film Belfast (7 nominací), těsně následovaný snímkem Síla psa (6 nominací).

## Vítězové a nominovaní
Vítěz je vždy uveden jako první a tučným písmem.

### Film
| Nejlepší film | Nejlepší režisér |
| --- | --- |
| Síla psa - Ricardovi - Belfast - Duna - Lékořicová Pizza - Nitram | Denis Villeneuve – Duna - Paul Thomas Anderson – Lékořicová Pizza - Kenneth Branagh – Belfast - Jane Campion – Síla psa - Justin Kurzel – Nitram |
| Nejlepší mužský herecký výkon v hlavní roli | Nejlepší ženský herecký výkon v hlavní roli |
| Benedict Cumberbatch jako Phil Burbank – Síla psa - Andrew Garfield jako Phil Burbank – Tick, tick… BOOM! - Caleb Landry Jones jako Nitram – Nitram - Will Smith jako Richard Williams – Král Richard: Zrození šampiónek - Denzel Washington jako Lord Macbeth – The Tragedy of Macbeth | Nicole Kidman jako Lucille Ball – Ricardovi - Penélope Cruz jako Janis Martínez – Paralelní matky - Lady Gaga jako Patrizia Reggiani – Klan Gucci - Jennifer Hudson jako Aretha Franklin – Respect: Královna soulu - Kristen Stewart jako Princezna Diana – Princezna D. |
| Nejlepší mužský herecký výkon ve vedlejší roli | Nejlepší ženský herecký výkon ve vedlejší roli |
| Kodi Smit-McPhee jako Peter Gordon – Síla psa - Bradley Cooper jako Jon Peters – Lékořicová Pizza - Jamie Dornan jako Pa – Belfast - Ciarán Hinds jako Pop – Belfast - Al Pacino jako Aldo Gucci – Klan Gucci                                                                           | Judi Dench jako Buddyho babička – Belfast - Caitriona Balfe jako Ma – Belfast - Cate Blanchett jako Brie Evantee – K zemi hleď! - Kirsten Dunst jako Rose Gordon – Síla psa - Sally Hawkins jako Maggie – Princezna D.                                                   |
| Nejlepší scénář | |
| Aaron Sorkin – Ricardovi - Paul Thomas Anderson – Lékořicová Pizza - Kenneth Branagh – Belfast - Jane Campion – Síla psa - Shaun Grant – Nitram | |

### Televize
| Nejlepší komediální seriál | Nejlepší dramatický seriál |
| --- | --- |
| Bílý lotos - Stále v kurzu - Sexuální výchova - Ted Lasso - Veliká - Kominského metoda | Boj o moc - Služka - Mare z Easttownu - Úplně cizí lidé - Hra na oliheň - Příběh služebnice |
| Nejlepší mužský herecký výkon v seriálu | Nejlepší ženský herecký výkon v seriálu |
| Murray Bartlett jako Armond – Bílý lotos - I Čong-dže jako Song Ki-hun – Hra na oliheň - Ewan McGregor jako Halston – Halston - Jeremy Strong jako Kendall Roy – Boj o moc - Jason Sudeikis jako Ted Lasso – Ted Lasso | Kate Winslet jako Marianne „Mare“ Sheehan – Mare z Easttownu - Jennifer Coolidge jako Tanya McQuoid – Bílý lotos - Nicole Kidman jako Masha Dmitrichenko – Úplně cizí lidé - Jean Smart jako Deborah Vance – Stále v kurzu - Sarah Snook jako Siobhan „Shiv“ Roy – Boj o moc |